# Composition ethnique du Brésil
Groupes ethniques principaux du Brésil (Recensement du Brésil de 2022 (pt)),
- Pardos (45,34 %)
- Brancos (43,46 %)
- Pretos (10,17 %)
- Indígenas (0,6 %)
- Amarelos (0,42 %)

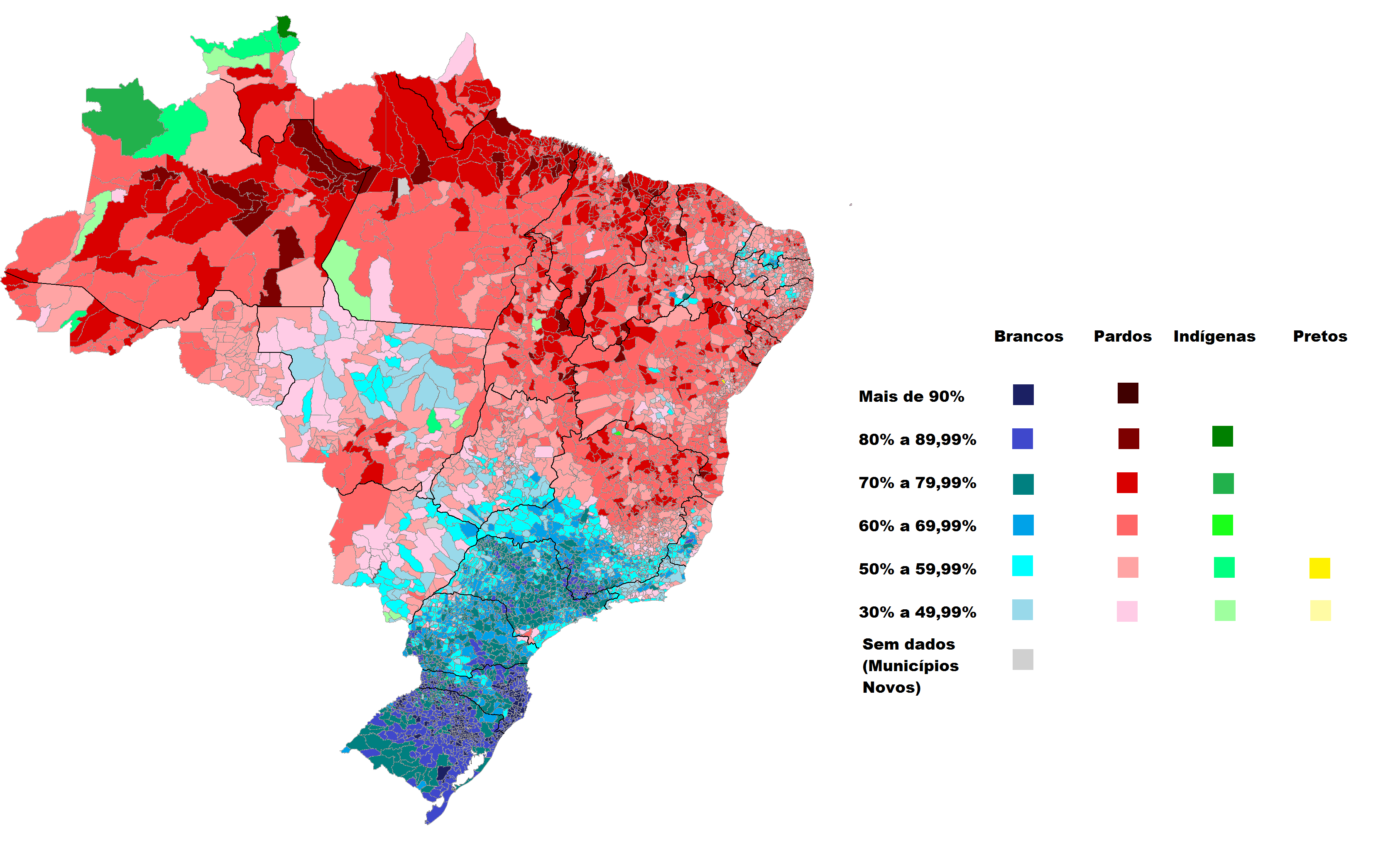
Carte du Brésil, montrant la concentration des populations selon leur rattachement ethnique (recensement de 2010).

La composition ethnique et raciale de la société brésilienne est le résultat d'une confluence de personnes d'origines ethniques très diverses, depuis les peuples indigènes, les Afro-Brésiliens et les colons portugais aux vagues d'immigration ultérieures (pt) des Européens, des Arabes et des Japonais, ainsi que d'autres peuples asiatiques et des pays d'Amérique du Sud.
Il existe une différence entre les concepts de race et d'ethnicité, la race étant une construction sociale utilisée pour distinguer les personnes en fonction d'une ou plusieurs caractéristiques physiques, y compris la couleur de la peau, qui sont socialement significatives ; la race est un terme sociologique et non biologique. En termes biologiques, il n'y a qu'une seule race humaine (avec le projet du génome humain, le concept biologique de « races humaines » a été discrédité parmi les biologistes et les anthropologues). Un groupe ethnique, en revanche, correspond à une catégorie de personnes dont les marqueurs culturels perçus sont considérés comme socialement significatifs et les groupes diffèrent les uns des autres en termes de langue, de religion, de coutumes, de valeurs, d'ascendance et d'autres marqueurs culturels. Au Brésil, le concept de race est une construction sociale et la compréhension de la race peut varier d'une société à l'autre,.
Aux XIXe et XXe siècles, la culture brésilienne a encouragé l'intégration raciale et le métissage. Cependant, les relations raciales au Brésil n'ont pas été harmonieuses, notamment en ce qui concerne le rôle désavantageux des Brésiliens noirs et des indigènes, groupes fortement exploités pendant la période coloniale du pays, qui ont tendance à occuper des positions moins prestigieuses dans la société brésilienne moderne, ainsi que les questions de choc des cultures et la difficulté de préserver l'appartenance ethnique et raciale dans le pays.
L'analyse des marqueurs génétiques révèle que le Brésilien moyen a des ancêtres européens, africains et amérindiens, par ordre décroissant. Les cinq catégories ethniques retenues par l’Institut brésilien de géographie et de statistique (IBGE) sont : les Pardos (Métis), les Brancos (Blancs), les Pretos (Noirs : les Afro-Brésiliens), les Indígenas (Indigènes) et les Amarelos (Jaunes : les Est-Asiatiques).